# Thomas Campbell (Bildhauer)
Thomas Campbell (* 1. Mai 1790 in Edinburgh; † 4. Februar 1858 in London) war ein schottischer Bildhauer des Klassizismus.
Campbell war von 1813 bis 1818 in London als Bildhauer tätig, bevor er für ein Jahr nach Paris ging. Ab 1819 wirkte er in Rom, wo er sich Bertel Thorvaldsen anschloss. 1830 kehrte er nach London zurück, wo er bis zu seinem Tod lebte. 
Thomas Campbells Werke umfassen überwiegend Bildnisbüsten.

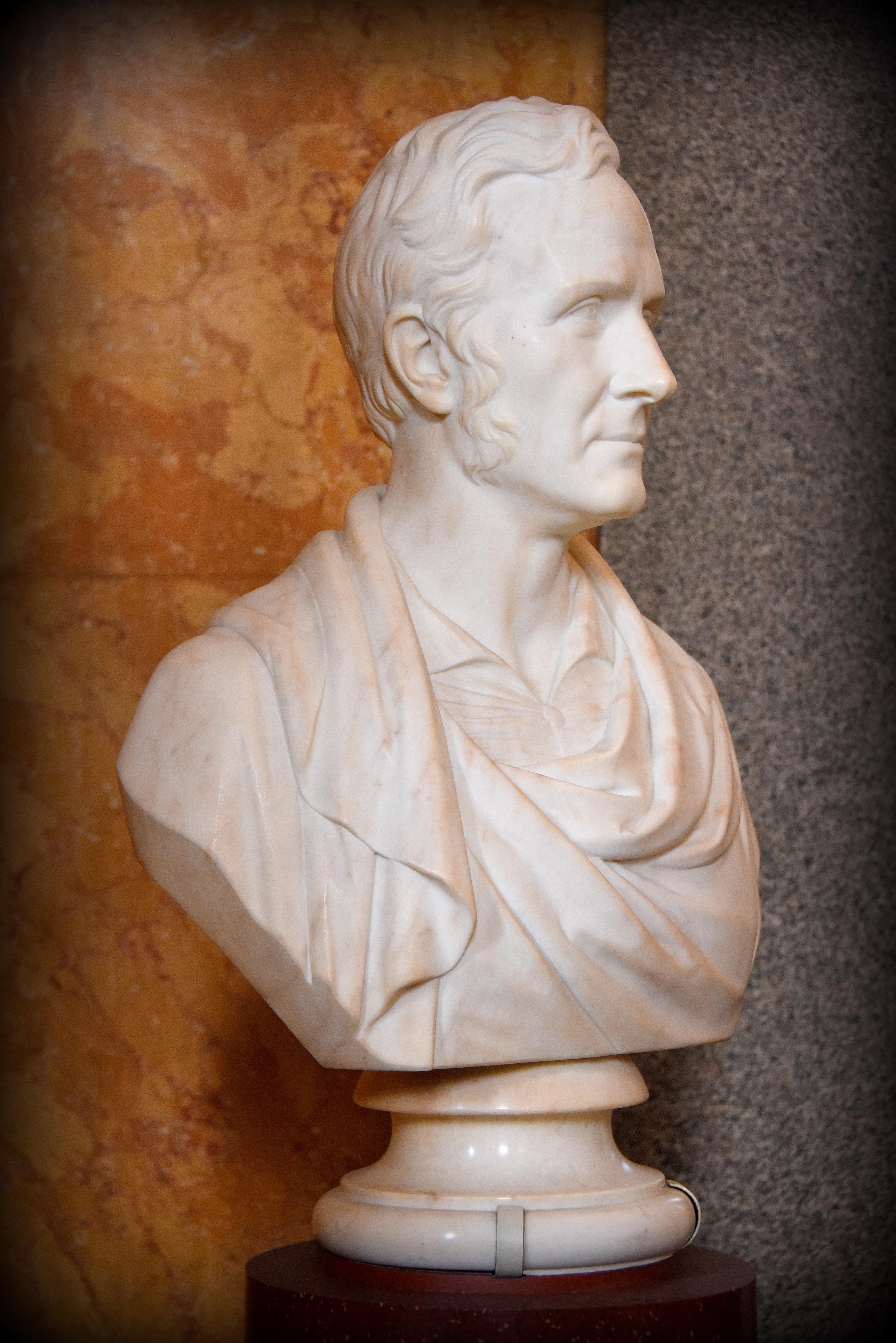
Büste von Sir Robert Smirke
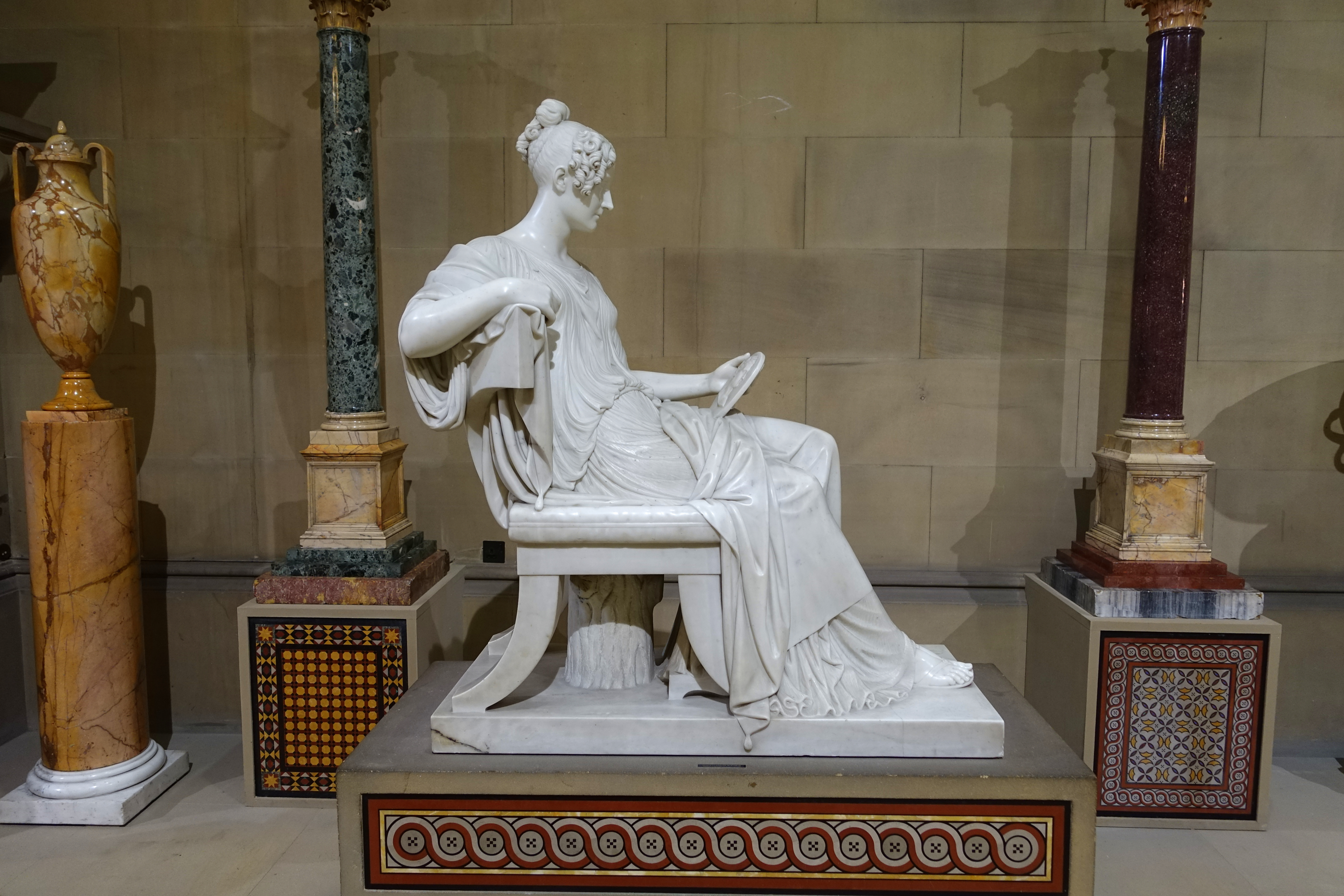
Skulptur von Pauline Borghese, 1840
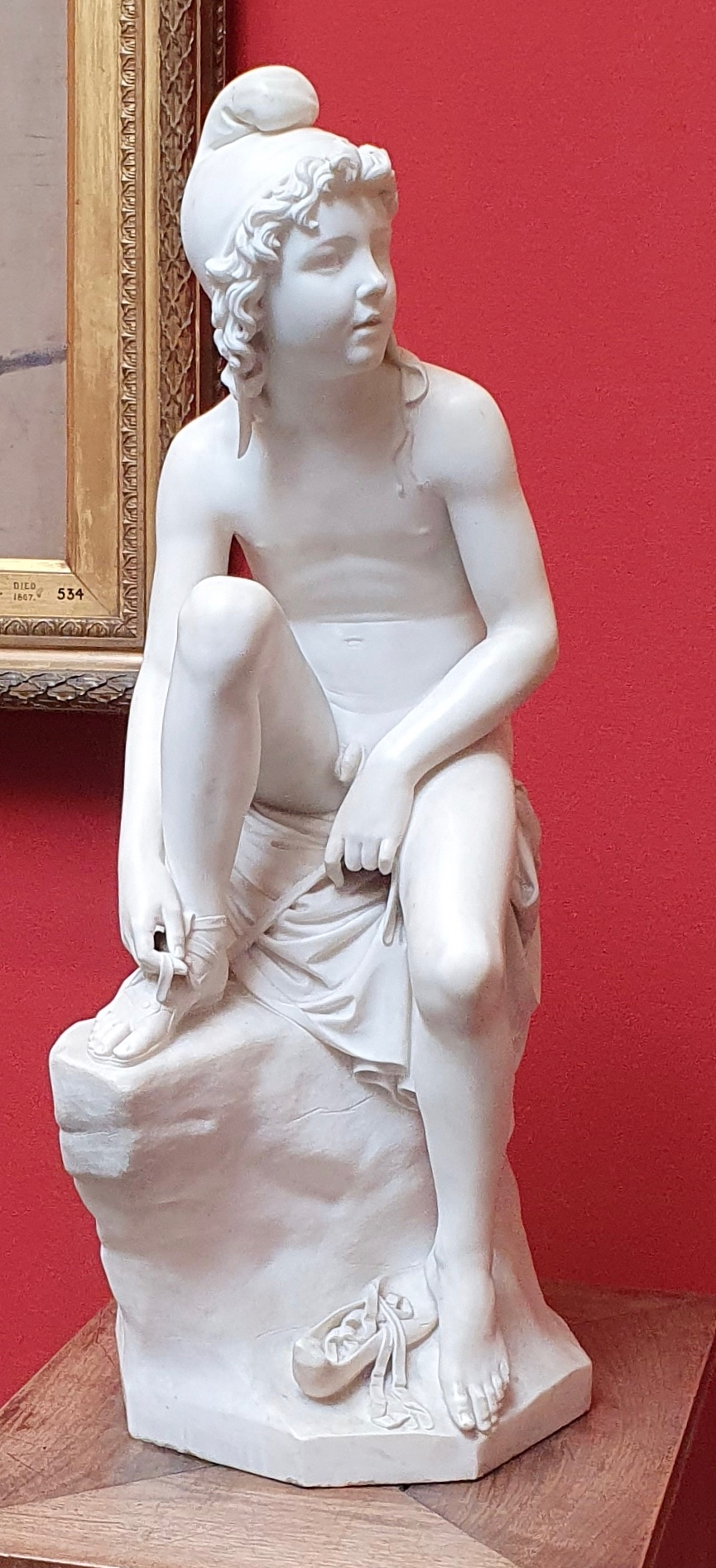
Junger Ascanius, 1822
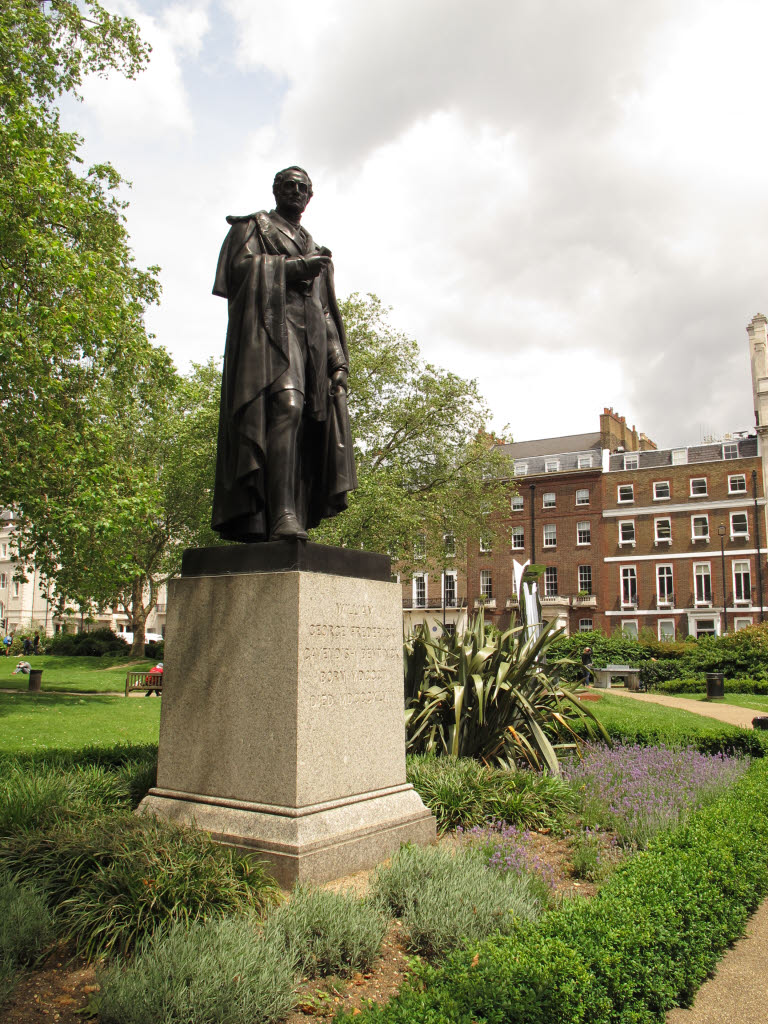
Statue von George Cavendish-Bentinck
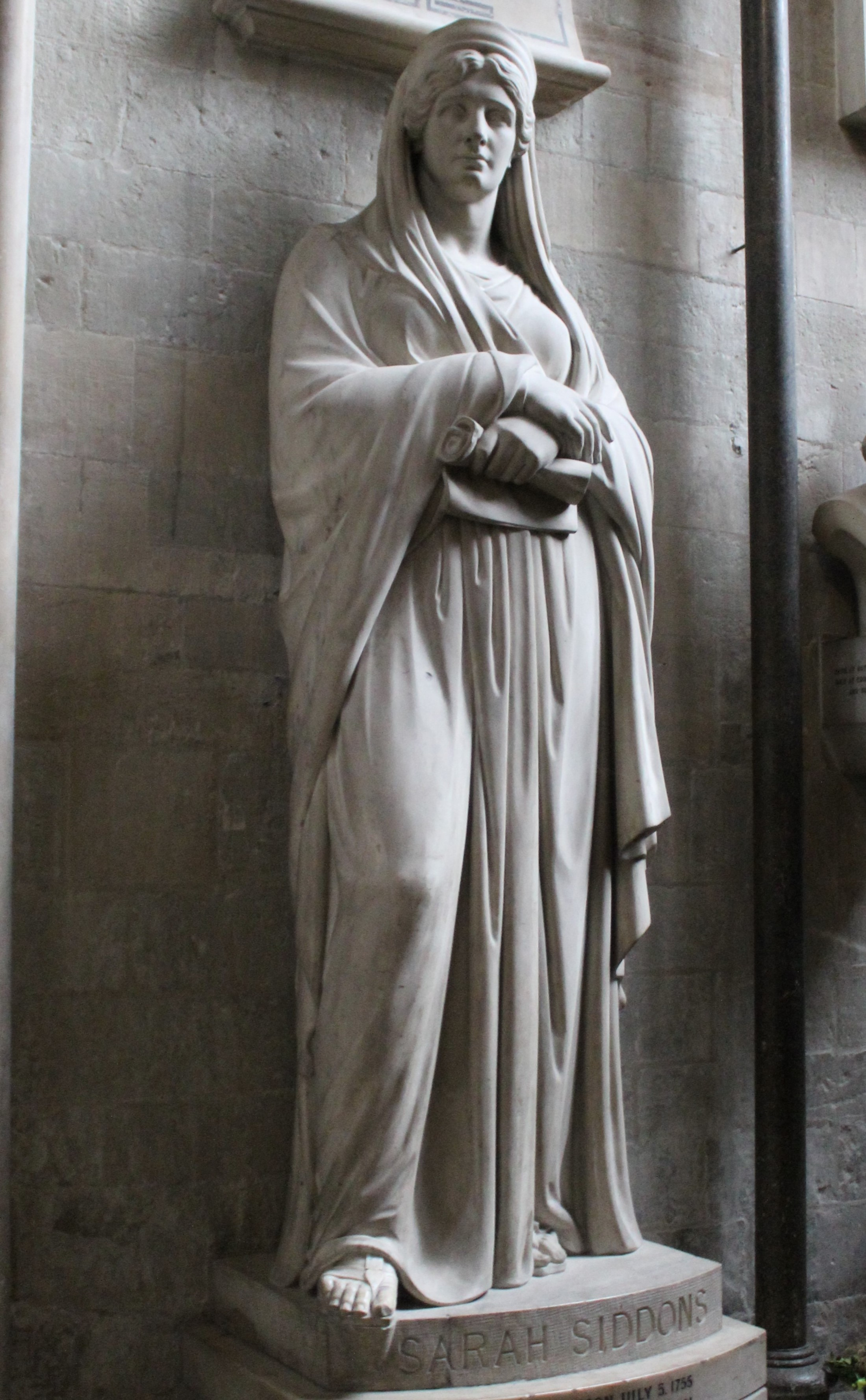
Statue von Sarah Siddons

Seine Werke sind unter anderem im British Museum in London ausgestellt.